# Brides of Destruction
Brides of Destruction war eine 2002 von Nikki Sixx und Tracii Guns gegründete US-amerikanische Hardrock-Band.

## Geschichte

### Gründung
Sixx und Guns formierten mit dem Sänger London LeGrand, dem Schlagzeuger Kris Kohls und dem Keyboarder Adam Hamilton ein Projekt namens Cockstar. Hamilton verließ die Gruppe kurze Zeit später jedoch wieder und wurde durch den Gitarristen und Sänger John Corabi ersetzt; die Band benannte sich in Brides of Destruction um. Die Gruppe nahm einige Demos auf, doch die Besetzung war nicht stabil genug – Corabi und Kohls verließen die Band 2003.

### Here Come the Brides
Die Band verzichtete auf einen Rhythmusgitarristen, sodass Guns nun allein für die Gitarrenarbeit verantwortlich war, und verstärkte sich mit dem Schlagzeuger Scot Coogan. Im Dezember 2003 erschien das Debütalbum der Band, Here Come the Brides, in Japan, im März 2004 auch in Europa und den USA. Das Album wurde von den deutschsprachigen Rezensenten gut aufgenommen. So schrieb beispielsweise Michael Rensen (Rock Hard):

„Da die Mötley-Crüe-Reunion nach wie vor auf sich warten lässt, hat sich Bassist Nikki Sixx mit einigen Kumpels zu einer satt rockenden Band zusammengetan, die viel zu gut ist, um als bloßer Zeitvertreib im Hobbykeller zu verrotten. Zusammen mit Tracii Guns (L.A. Guns), Scot Coogan (All 4 One, Sinead O'Connor, Pete Yorn, Vanilla Ice), dem talentierten Sänger London LeGrand und dem wieder ausgestiegenen Ex-Crüe-Fronter John Corabi arbeitete Sixx ein Album aus, das soliden Heavy-Rock mit dezenten Glam-Einschüben verknüpft. Angeber-Soli und peinliche Refrains sucht man dankenswerterweise vergeblich; die Brides Of Destruction gefallen mit ausgereiftem Songwriting und einer Gelassenheit, die man nur nach vielen Jahren im turbulenten Musikzirkus entwickelt. Here Come The Brides strahlt eine angenehme Ruhe und Balance aus, ohne dabei jedoch auf kernigen Rock mit ordentlich Straßenschmutz in der Lunge zu verzichten. Falls es mit Mötley Crüe nichts mehr werden sollte, kann Sixx guten Gewissens mit den Brides weiterzocken – das kreative Potenzial der Truppe ist auf jeden Fall mehr als ausreichend.“

Das Album erreichte Platz 92 der Billboard 200; im Sommer des Jahres war die Band in den USA, Australien und Europa auf Tournee und trat unter anderem beim britischen Download-Festival auf.

### Runaway Brides
Als sich die Reunion von Mötley Crüe entwickelte, beschloss Sixx, das Projekt Brides of Destruction pausieren zu lassen. Im Gegensatz dazu entschied sich Tracii Guns 2005 jedoch, das Projekt fortzusetzen und ohne Sixx weiterzumachen. Er heuerte den Bassisten Scott Sorry an, um Sixx zu ersetzen, außerdem stieß der Gitarrist Ginger von The Wildhearts dazu.
Die Gruppe nahm ein zweites, von Andy Johns produziertes Album auf, das unter dem Titel Runaway Brides am 13. September 2005 in Europa veröffentlicht wurde. Nach einer weiteren Tournee setzte die Band ihre Arbeit nicht mehr fort.

## Diskografie
- 2003: Here Come the Brides
- 2005: Runaway Brides